# Sein oder Nichtsein, das ist hier die Frage

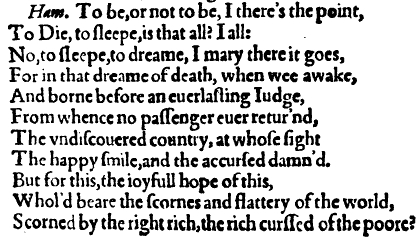
Abdruck von Hamlet mit „Sein oder Nichtsein?“

„Sein oder Nichtsein, das ist hier die Frage“ (im englischsprachigen Original To be, or not to be, that is the question) ist ein Zitat aus der Tragödie Hamlet, Prinz von Dänemark von William Shakespeare, 3. Aufzug, 1. Szene. In dem Stück beginnt der Protagonist Hamlet mit diesem Satz einen Monolog, in dem er darüber nachdenkt, dass er vor entschlossenem Handeln Scheu hat, weil er trotz seiner Todessehnsucht und seines Weltschmerzes Angst vor dem Tod hat. Dieser Monolog verdeutlicht die Zerrissenheit der Figur und entbehrt weder der emotionalen Tragik noch des philosophischen Tiefgangs.
Zitiert wird der Satz in Situationen, die für jemanden existenziell von Bedeutung sind.
Sehr häufig, aber fälschlich verbindet man den Monolog mit der Friedhofszene (5. Akt, 1. Szene), in der Hamlet den Totenschädel des früheren Hofnarren Yorick in der Hand hält und einen weniger bekannten Monolog deklamiert („Ach, armer Yorick! Ich kannt ihn, Horatio …“). Standfotos dieser Szene haben sich allgemein als Bildmarke etabliert, etwa auf Veranstaltungsplakaten oder in Zeitungsartikeln. Sie sind in der visuellen Darstellung des Dramas ebenso bekannt wie die einleitenden Worte des hier behandelten Monologs, für den es – im Gegensatz zum Yorick-Monolog – bezüglich der Requisiten keine explizite Regieanweisung gibt.

## Text des Monologs
| Englischer Text | Deutsche Übersetzung von August Wilhelm von Schlegel (1767–1845): |
| To be, or not to be, that is the question: Whether 'tis nobler in the mind to suffer The slings and arrows of outrageous fortune, Or to take arms against a sea of troubles, And by opposing, end them? To die: to sleep; No more; and by a sleep to say we end The heart-ache and the thousand natural shocks That flesh is heir to, ’tis a consummation Devoutly to be wish’d. To die, to sleep; To sleep: perchance to dream: ay, there’s the rub; For in that sleep of death what dreams may come When we have shuffled off this mortal coil, Must give us pause: there’s the respect That makes calamity of so long life; For who would bear the whips and scorns of time, The oppressor’s wrong, the proud man’s contumely, The pangs of despised love, the law’s delay, The insolence of office and the spurns That patient merit of the unworthy takes, When he himself might his quietus make With a bare bodkin? who would fardels bear, To grunt and sweat under a weary life, But that the dread of something after death, The undiscover’d country from whose bourn No traveller returns, puzzles the will And makes us rather bear those ills we have Than fly to others that we know not of? Thus conscience does make cowards of us all; And thus the native hue of resolution Is sicklied o’er with the pale cast of thought, And enterprises of great pith and moment With this regard their currents turn awry, And lose the name of action. – Soft you now! The fair Ophelia! Nymph, in thy orisons Be all my sins remember’d. | Sein oder Nichtsein; das ist hier die Frage: Obs edler im Gemüt, die Pfeil und Schleudern Des wütenden Geschicks erdulden oder, Sich waffnend gegen eine See von Plagen, Durch Widerstand sie enden? Sterben – schlafen – Nichts weiter! Und zu wissen, daß ein Schlaf Das Herzweh und die tausend Stöße endet, Die unsers Fleisches Erbteil, ’s ist ein Ziel, Aufs innigste zu wünschen. Sterben – schlafen – Schlafen! Vielleicht auch träumen! Ja, da liegts: Was in dem Schlaf für Träume kommen mögen, Wenn wir die irdische Verstrickung lösten, Das zwingt uns stillzustehn. Das ist die Rücksicht, Die Elend läßt zu hohen Jahren kommen. Denn wer ertrüg der Zeiten Spott und Geißel, Des Mächtigen Druck, des Stolzen Mißhandlungen, Verschmähter Liebe Pein, des Rechtes Aufschub, Den Übermut der Ämter und die Schmach, Die Unwert schweigendem Verdienst erweist, Wenn er sich selbst in Ruhstand setzen könnte Mit einer Nadel bloß? Wer trüge Lasten Und stöhnt’ und schwitzte unter Lebensmüh? Nur daß die Furcht vor etwas nach dem Tod, Das unentdeckte Land, von des Bezirk Kein Wandrer wiederkehrt, den Willen irrt, Daß wir die Übel, die wir haben, lieber Ertragen als zu unbekannten fliehn. So macht Bewußtsein Feige aus uns allen; Der angebornen Farbe der Entschließung Wird des Gedankens Blässe angekränkelt; Und Unternehmen, hochgezielt und wertvoll, Durch diese Rücksicht aus der Bahn gelenkt, Verlieren so der Handlung Namen. – Still! Die reizende Ophelia! – Nymphe, schließ In dein Gebet all meine Sünden ein! |

## Sonstiges
Ernst Lubitsch verwendete das Zitat 1942 als Titel für seinen Film Sein oder Nichtsein. Mel Brooks drehte von diesem Film 1983 ein gleichnamiges Remake.
Richard Matheson schrieb 1978 seinen Roman What Dreams May Come, 1998 verfilmte der neuseeländische Regisseur Vincent Ward das Werk mit Robin Williams und Cuba Gooding Jr. in den Hauptrollen, im Deutschen trägt der oscarprämierte Film den Titel Hinter dem Horizont.
Der englische Schriftsteller Cyril Hare veröffentlichte 1946 den Roman Mit einer Nadel bloß (With a Bare Bodkin).